# Rothschildia zacateca
Rothschildia zacateca är en fjärilsart som beskrevs av John Obadiah Westwood 1853. Rothschildia zacateca ingår i släktet Rothschildia och familjen påfågelsspinnare. Inga underarter finns listade.